# Péron
Péron település Franciaországban, Ain megyében. Lakosainak száma 2900 fő (2022. január 1.). Péron Challex, Chézery-Forens, Farges, Pougny, Saint-Jean-de-Gonville és Dardagny községekkel határos.

## Népesség
A település népességének változása:
| Lakosok száma | 701  | 1005 | 1202 | 1843 | 2437 | 2537 | 2620 | 2717 | 2777 | 2900 |
|               | 1968 | 1982 | 1990 | 2006 | 2013 | 2015 | 2017 | 2019 | 2020 | 2022 |